# Andreas Scholzen
Andreas Scholzen OSB (* 27. Juni 1876 als Hubert Hilarius Scholzen in Schleiden, Eifel; † 14. August 1905 in Mikukuyumbu bei Liwale im heutigen Tansania) war ein deutscher Ordensbruder und Märtyrer.  

## Leben
Hubert Hilarius Scholzen, aus wohlhabender Familie, besuchte von 1894 bis 1896 die Landwirtschaftsschule in Hillesheim (Eifel). Bei einem Besuch der Abtei Maria Laach entdeckte er seine Berufung und trat in das Benediktinerkloster St. Ottilien ein. Unter dem Ordensnamen Andreas legte er am 10. Februar 1903 die Ordensgelübde ab und wirkte als Krankenbruder. Im Mai 1905 begleitete er Abt Norbert Weber auf einer Visitationsreise in die Ostafrika-Mission. Im August wurde er zusammen mit Bischof Cassian Spiß und anderen von Beteiligten des Maji-Maji-Aufstands ermordet.

## Gedenken
Die Römisch-katholische Kirche in Deutschland hat Bruder Andreas Scholzen als Märtyrer in das deutsche Martyrologium des 20. Jahrhunderts aufgenommen.
Im Missionsmuseum in Sankt Ottilien ist sein Name auf einer Gedenktafel vermerkt.